# Wallfahrtskapelle Liebfrauenbrunn

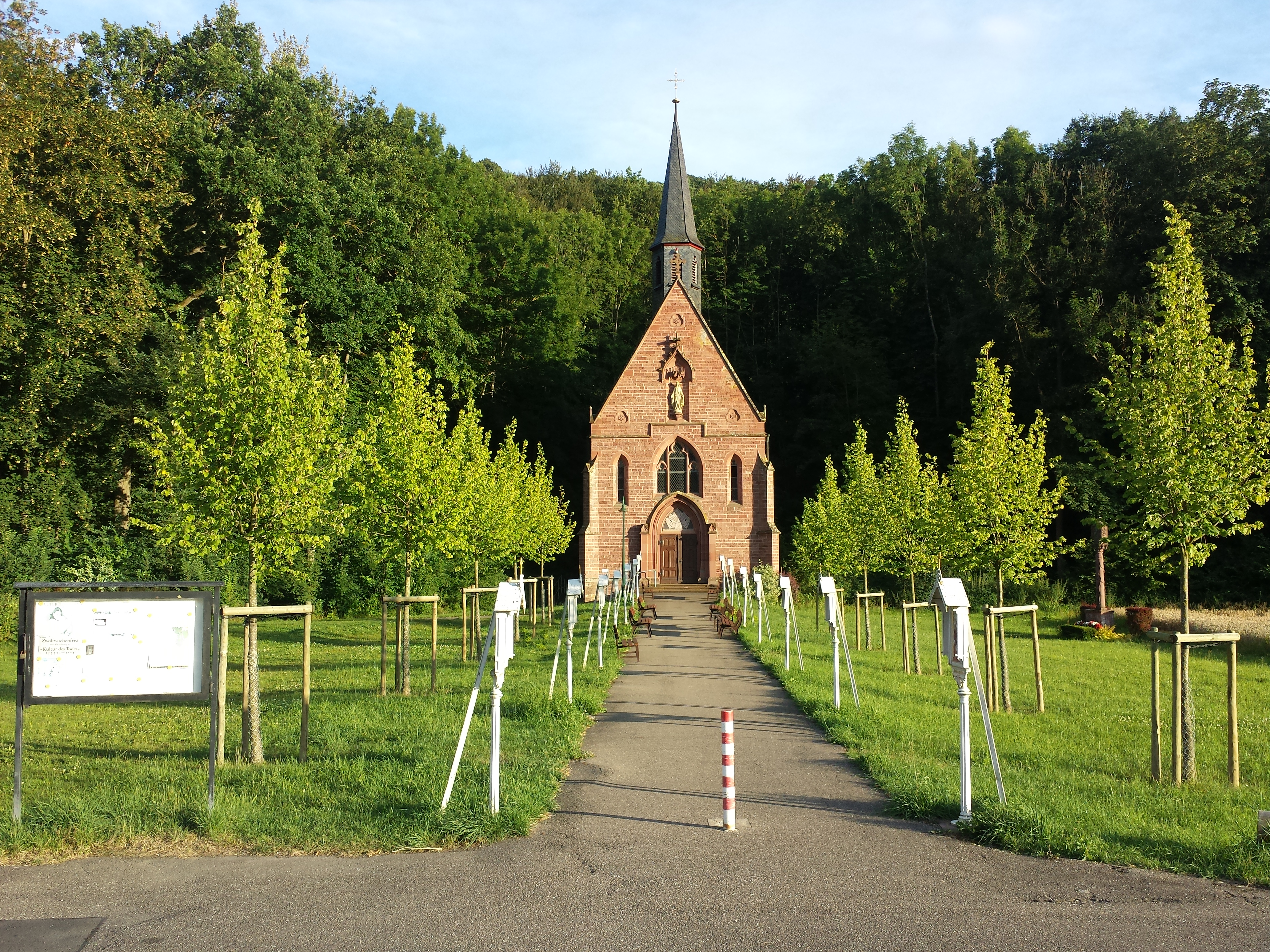
Kaiserlindenallee mit vierzehn Kreuzwegstationen zur Liebfrauenbrunnkapelle

Die römisch-katholische Wallfahrtskapelle Liebfrauenbrunn zwischen Werbach und Werbachhausen wurde erstmals im 15. Jahrhundert im spätgotischen Stil erbaut. Die heutige Kapelle wurde im Jahr 1902 errichtet und ist der Schmerzensmutter geweiht. Sie ist eine bekannte Wallfahrtskapelle.

## Geschichte
Die Liebfrauenbrunnkapelle wurde Anfang des 15. Jahrhunderts zur Zeit der Spätgotik erstmals errichtet. Die ursprüngliche Kapelle war eine offene Feldkapelle, die urkundlich unerwähnt ist. Bei der Renovierung der Kapelle wurde Georg Martin Erlenbach in späteren mündlichen Überlieferungen zum Erbauer gemacht. Georg Martin Erlenbach war Büttenredner in Werbach und ist urkundlich auffindbar. Seiner toten Frau hat er nahe der Kapelle einen Bildstock geweiht, der heute noch aufzufinden ist.
Zur Kapelle gibt es eine Sage, die im Volksmund immer weiter gegeben wurde: Im Sommer überquerten Landarbeiter das Feld des Geiz-Märtle, um mit dem Quellwasser ihren Durst zu stillen. Dieser schüttete daraufhin aus Zorn Quecksilber in das Wasser, um es zu vergiften. Aufgrund dieser Tat bestrafte Gott ihn: Sein Sohn  ertrank im angeschwollenen Welzbach und seine Frau starb aus Gram. Er selber erkrankte an einem schweren Augenleiden mit dem Risiko der Erblindung. Daraufhin habe er gelobt, die Quelle wieder zu suchen und eine Kapelle aufgrund seiner Sühne und zu Ehren der Schmerzensmutter erbauen zu lassen. Er wurde daraufhin wieder gesund und die Quelle erschien an einer anderen Stelle wieder, mit dem gleichen Wasser.
Die Kapelle besaß eine ungünstige Position, da sie direkt am Welzbach und der Quelle lag. Die Quelle bekam ein Gewölbe und die Kapelle erhielt einen Chor mit einem Altarbild. Durch einen Anbau wurde die Kapelle verlängert, indem die Giebelwand vom linken Ufer auf das rechte Ufer verschoben wurde und die Quelle überwölbt wurde. Links davon gab es eine Brücke zum Überqueren des Welzbachs.
Auf den Giebel wurde ein kleiner Turm gesetzt, der eine Glocke enthielt. Auf dieser steht "Maria, Ere, Glorie, Maria", zwischen den Worten sind sieben Kronen angeordnet. Aufgrund der Morschheit des Holzes wurde die Kapelle unter Pfarrer Julius Krug abgebaut und auf einem größeren Platz im Jahr 1902 neu errichtet.
Im Februar 2014 mussten mehrere morschen Kastanienbäume, die eine Allee zur Kapelle bildeten, gefällt werden. Im Oktober desselben Jahres wurden an deren Stelle zehn Kaiserlinden gepflanzt.

## Kapellenbau und Ausstattung

### Außenbau
Der Neubau der Kapelle steht auf demselben Platz wie die da vorige Kapelle, ist jedoch über dem Erdboden und dem darunterliegenden Bach erhöht. Sie wurde im gotischen Baustil aus rotem Taubertaler Sandstein errichtet.
Auf beiden Seiten der Liebfrauenbrunnkapelle sind steinerne Mauern errichtet worden, damit die Kirche vollständig umrundet werden kann. Im Jahr 1995 wurde ein Nebengebäude errichtet, das östlich der Kapelle steht. In dem Nebengebäude ist eine Sakristei mit einem Beichtraum und Toiletten.

### Innenausstattung
Im Turm wurde eine zweite, größere Glocke aufgehängt, die aus der alten Kirche von Gamburg stammt. Am Mantel besitzt die Glocke Rokoko-Verzierungen und trägt die Inschrift: „Johann Georg Imhoff, Schultheiß Ao. 1776“.
Der Gnadenaltar wurde von dem Bildhauer Thomas Buscher geschaffen.

Gnadenaltar der Liebfrauenbrunnkapelle
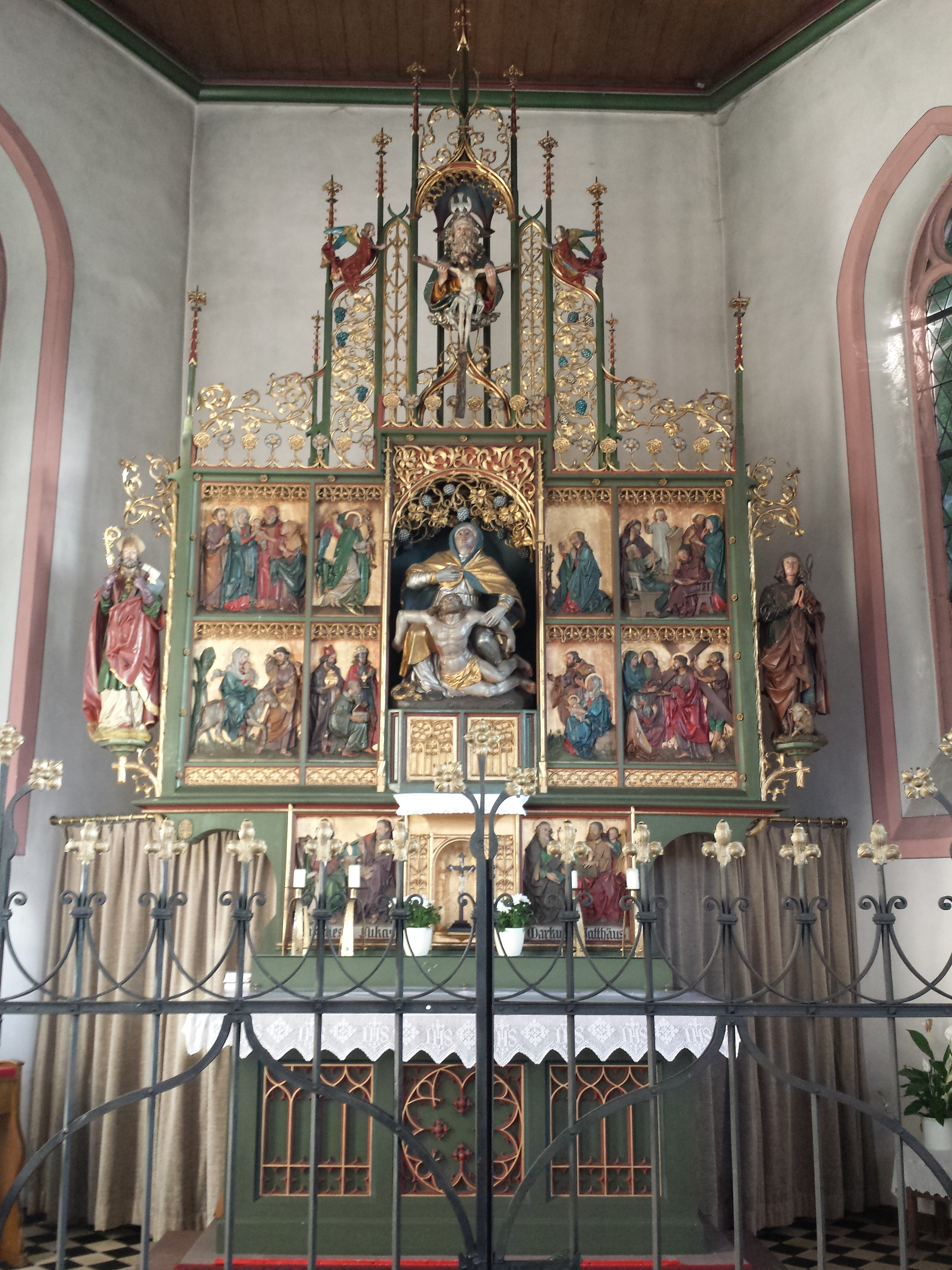
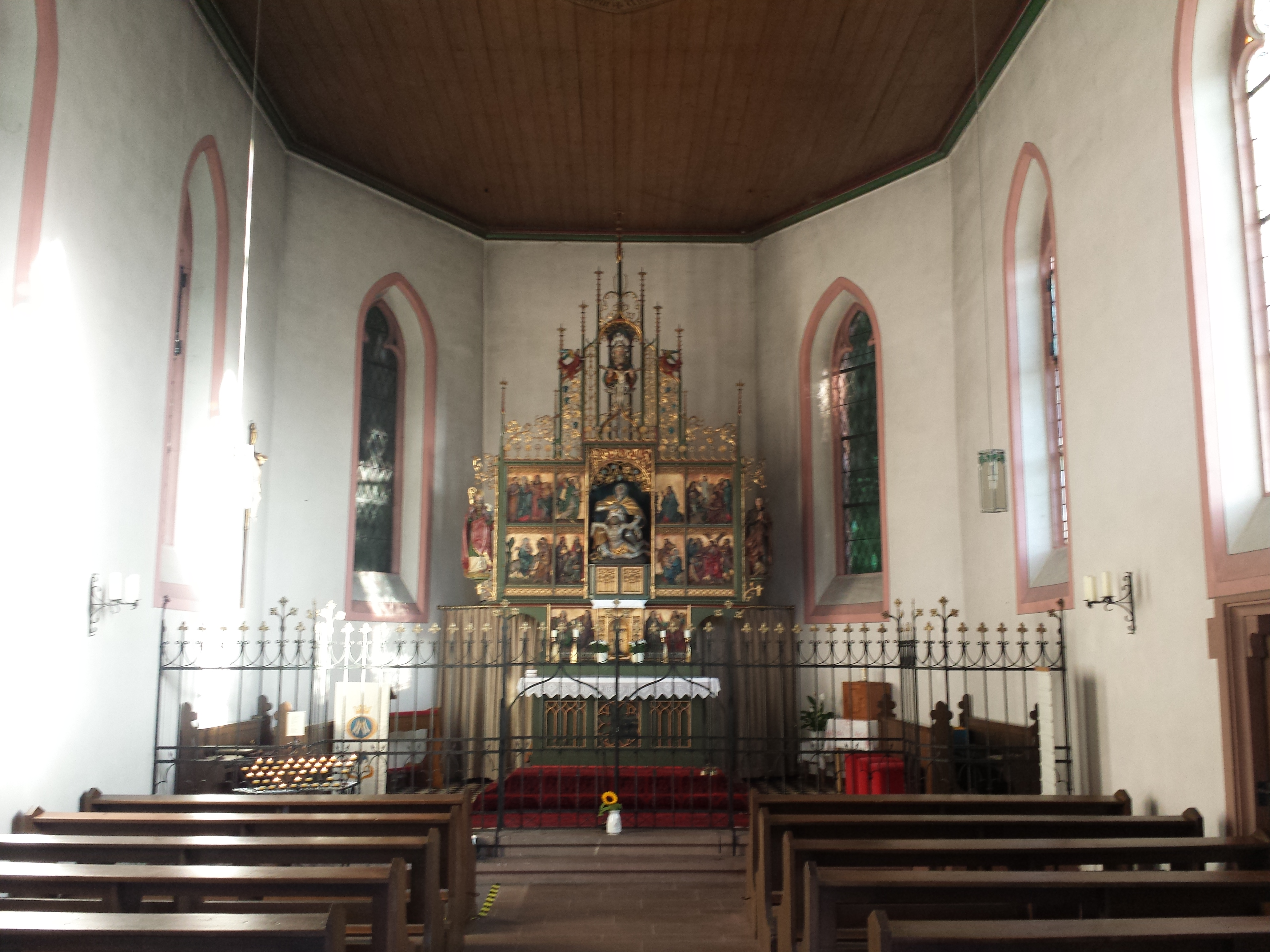

Die Decke besitzt ein großes Gemälde, das Maria mit dem Jesuskind als Helferin und Hort der Christen darstellt und von dem Maler Glassen aus Heidelberg gestaltet wurde. Es zeigt zudem Engel, die einen ausgebreiteten Mantel halten, unter dem Geistliche und Weltleute, besonders Kranke, Schutz finden.

### Kreuzweg
Ein kleiner Kreuzweg mit einzelnen Stationen weist den Weg zur Kapelle.

### Quelle unter der Wallfahrtskapelle
Der Quelle, die unterhalb der Kapelle im Gewölbe liegt, werden Heilkräfte nachgesagt, besonders bei Augenleiden. Das Wasser wird nicht geprüft, was auf einem Schild steht. Mithilfe eines Knopfdruckes kann beliebig Wasser geholt werden.

Heilquelle unter der Liebfrauenbrunnkapelle
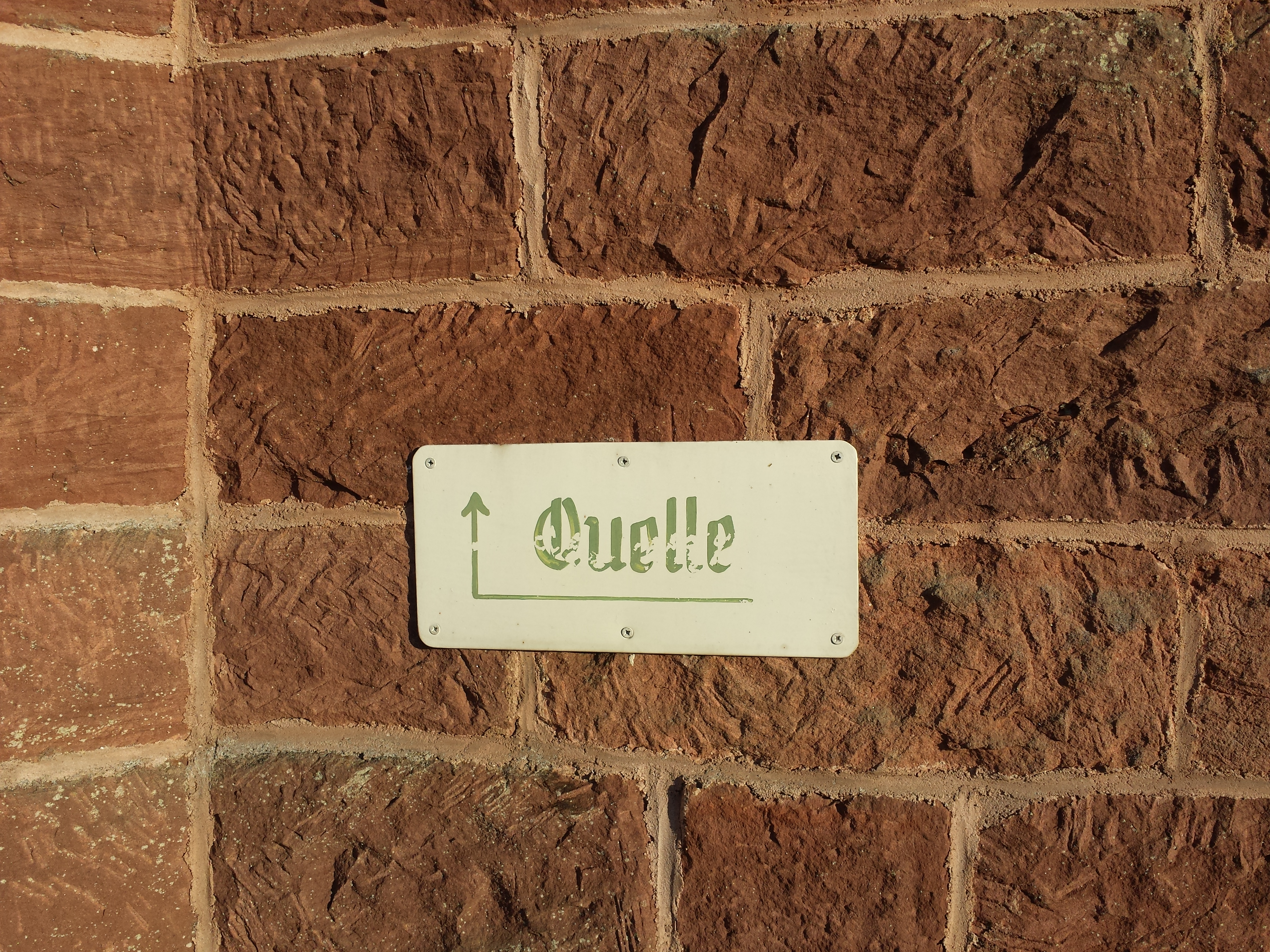
Hinweistafel
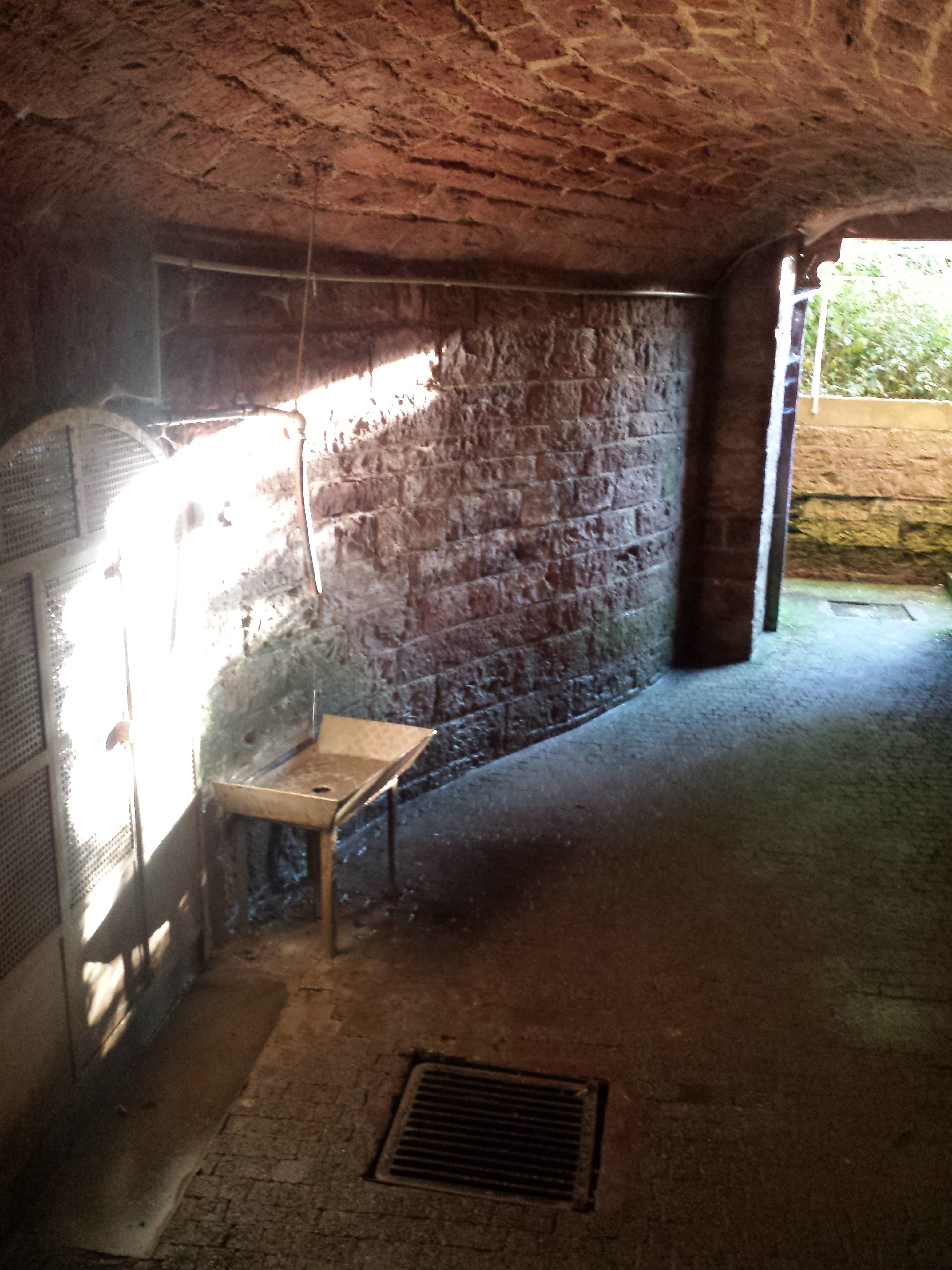
Weg zur Quelle von links
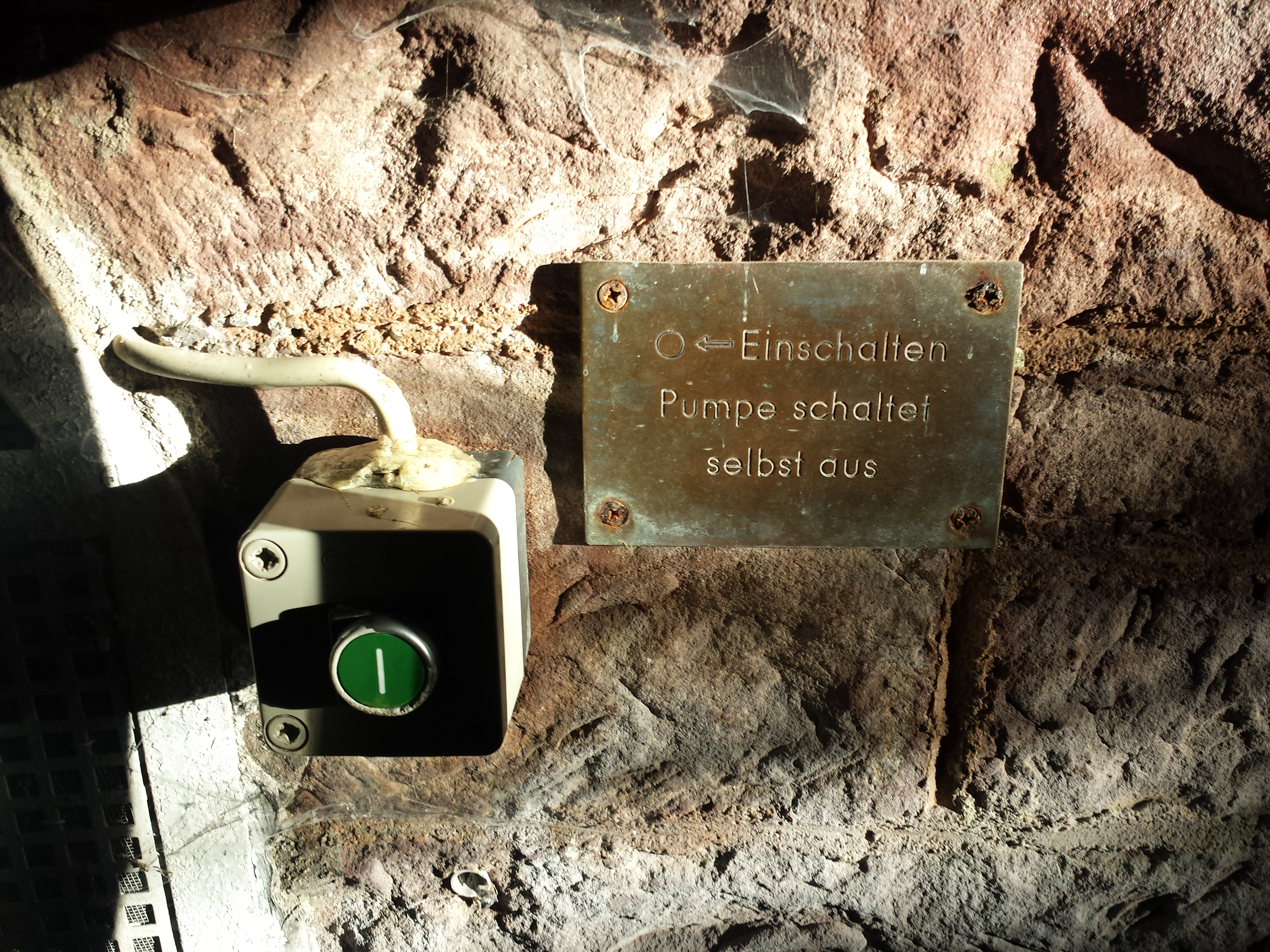
Quelle
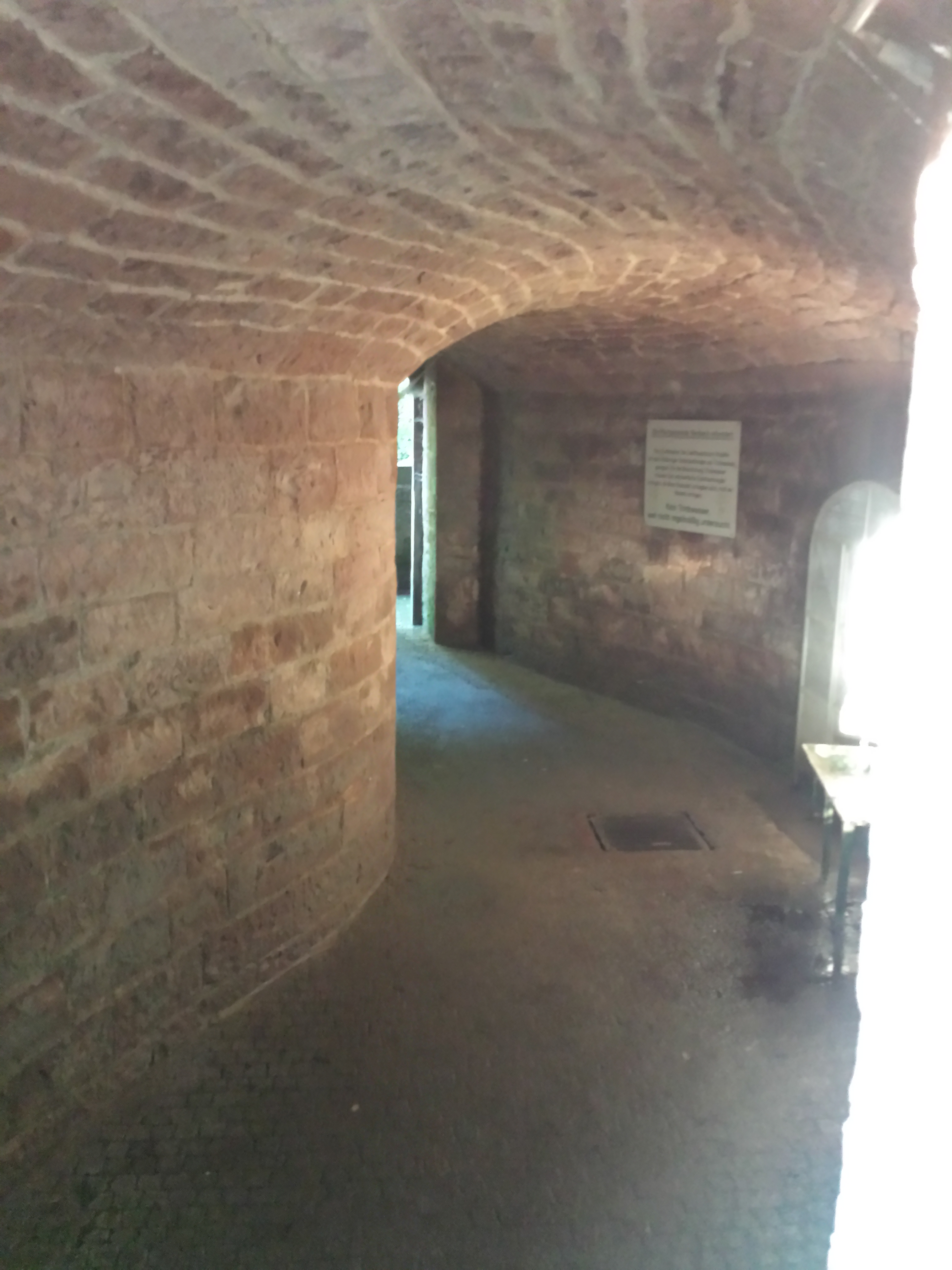
Weg zur Quelle von rechts

### Denkmalschutz
Die Wallfahrtskapelle befindet sich in der Liebfrauenbrunnstraße 34 und steht unter Denkmalschutz. Folgende Teile bilden eine Sachgesamtheit:
- Neugotischer Kapellenbau mit Dachreiter und polygonalem Abschluss, 1902 bezeichnet.[2]
- Bildstock mit Kreuzgruppe, 1754 bezeichnet.[2]
- Gusseiserne Kreuzwegstationen, um 1900.[2]

## Heutige Nutzung
Heutzutage finden von Mai bis Oktober samstagmorgens regelmäßig Wallfahrtsämter statt. Die Liebfrauenbrunnkapelle der Seelsorgeeinheit Großrinderfeld-Werbach dient als Treffpunkt für Andachten von Gruppen und Pfarrverbänden aus dem Dekanat Tauberbischofsheim sowie von auswärtigen Gruppen. In der Kapelle finden zahlreiche kirchliche Trauungen statt sowie Dankgottesdienste am Tag der goldenen, silbernen und der diamanten Hochzeitstage.